# كريس والاس (صحفي)
كريس والاس (بالإنجليزية: Chris Wallace)‏ هو صحفي ومذيع أخبار أمريكي، ولد في 12 أكتوبر 1947 في شيكاغو في الولايات المتحدة.

## وصلات خارجية
- كريس والاس على موقع IMDb (الإنجليزية)
- كريس والاس على موقع إن إن دي بي (الإنجليزية)
- كريس والاس على موقع قاعدة بيانات الفيلم (الإنجليزية)